# Associació Catalana d'Observadors Meteorològics
L'Associació Catalana d'Observadors Meteorològics (ACOM) és una entitat de caràcter científic i cultural que es va crear el 25 de març de 1995. Va néixer amb la intenció d'agrupar i coordinar per comarques els observadors catalans, i divulgar la meteorologia i ciències afins (medi ambient, climatologia, sismologia…) a tots els sectors de la societat. Un gran ventall de persones interessades per la meteorologia formen part de l'ACOM com a socis: agricultors, ramaders, professors i catedràtics d'universitat, d'ensenyament primari i secundària, homes i dones del temps, estudiants, investigadors, electricistes, associacions comarcals i institucions locals.
Entre les seves activitats destaquen l'edició de la revista Penell i la celebració de la Setmana Catalana de Meteorologia-METEOCAT. A la revista Penell s'hi publiquen articles científics de caràcter divulgatiu, així com explicacions sobre diversos observatoris, episodis meteorològics extrems, ressenyes de llibres i webs d'interès. La Setmana Catalana de Meteorologia se celebra sempre coincidint amb la setmana del 23 de març (Dia Meteorològic Mundial) realitzant-se conferències i taula rodona sobre meteorologia, homenatges a personalitats del món de la meteorologia a Catalunya, exposició i concurs de fotografia meteorològica (FOTOMET).